# FGL
FGL (Fulmar gas line) — офшорна трубопровідна система, призначена для транспортування газу з родовищ у британському секторі Північного моря до берегового терміналу у Сент-Фергюс (Шотландія).

## Історія
У 1986 році компанією Shell було прокладено трубопровід для доставки газу з північноморського родовища Фулмар, який увійшов у створену цим нафтогазовим гігантом систему SEGAL (Shell Esso Gas and Associated Liquids). Остання мала берегові потужності (приймальний термінал Сент-Фергюс, трубопровід для ЗВГ Сент-Фергюс – Моссморан, завод із фракціонування у Файфі та експортний термінал для вуглеводнів С3+ у Braefoot Bay), які переробляли газ одразу з двох напрямків, отримуючи його також з групи Брент (трубопровід FLAGS).
Довжина FGL становить 290 км, діаметр труб — 500 мм. Через трубопровід можна прокачувати понад 4 млрд м3 на рік (12 млн м3 щодня), що значно перевищувало потреби родовища Фулмар, запаси якого оцінювались у 7,5 млрд м3. 
Система одразу була розрахована на збір продукції з численних родовищ уздовж своєї траси. Так, до платформи Фулмар за допомогою 10-кілометрового трубопроводу під'єднали родовище Clyde, яке ввели в експлуатацію 1987 року. Воно досягло піку видобутку на рівні 0,65 млн м3 наступного ж року. В подальшому через платформу Clyde також розроблялись або планувались до розробки родовища-сателіти Leven (1992), Medwin (1994), Nethan (2004), Orion, Cawdor, Flyndre.

### Сучасність
Наразі найбільшим за запасами газу родовищем, підключеним до системи FGL, стало Gannet, розташоване за 180 км на схід від Абердина. Його початкові видобувні запаси (разом з родовищами-сателлітами Gannet B, C і D) оцінювались у 20 млрд м3. Відповідно і максимальна потужність з видачі продукції у систему FGL становила 7 млн м3 на день.

## Інші родовища
Крім зазначених вище, до Fulmar gas line було під'єднано наступні родовища:
1. Kittiwake, через платформу якого також розробляються Goosander, Grouse, Gadwall та Mallard. З'єднання із FGL виконано трубопроводом діаметром 100 мм, максимальна потужність — 0,26 млн м3 газу на добу;[7][8]
2. Nelson, через платформу якого також розробляються Howe та Bardolino. З'єднання із FGL виконано трубопроводом діаметром 250 мм довжиною 48 км, максимальна потужність — 0,56 млн м3 газу на добу (хоча компресорна потужність вшестеро більша за цей рівень, проте вона використовуються передусім для закачування газу назад у пласт);[9][10]
3. Curlew, яке розробляється через плавучу установку з видобутку, зберігання та відвантаження нафти. Її максимальна потужність складає  3,1 млн м3 газу на добу; [11]
4. Triton, яке розробляється через плавучу установку з видобутку, зберігання та відвантаження нафти. Вона також обслуговує розташовані поряд родовища Guillemot West, Guillemot North West, Clapham, Pict, Saxon. Установка під'єднана до FGL через газопровід довжиною 12 км та діаметром 250 мм. Максимальна потужність установки  Triton 3,7 млн м3 газу на добу;[12][13]
5. Anasuria, яке розробляється через плавучу установку з видобутку, зберігання та відвантаження нафти. Вона також обслуговує розташовані поряд родовища Teal, Teal South, Guillemot A та Cook. Максимальна потужність установки Anasuria 1 млн м3 газу на добу.[14][15]